# Edgar Knoop

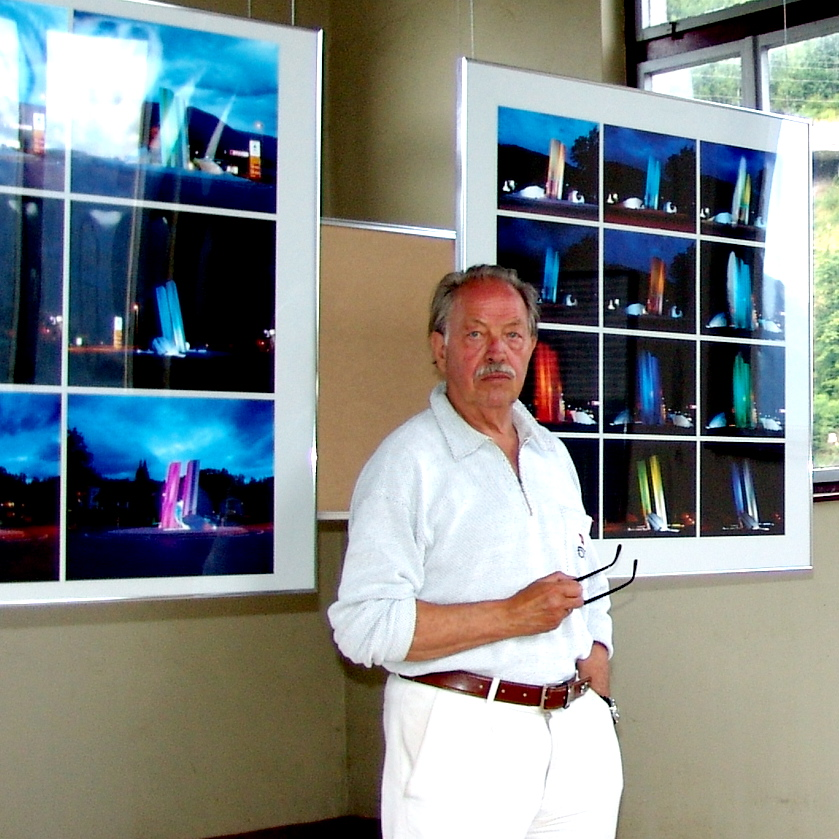
Edgar Knoop (2008)

Edgar Knoop (* 22. März 1936 in Dortmund) ist ein deutscher Maler, Objektkünstler und Fotograf. Er lebt und arbeitet in Seeboden am Millstätter See in Österreich.

## Leben
Edgar Knoop begann seine Studien 1957 an der Ludwig-Maximilians-Universität München im Bereich Philosophie und Kunstgeschichte und wechselte 1960 an die Akademie der Bildenden Künste München. Dort studierte er Malerei und Grafik bei Jean-Jacques Deyrolle und Kunsterziehung bei Anton Marxmüller und schloss 1965 als Meisterschüler mit dem Staatsexamen ab. 1972 begann seine Lehrtätigkeit an der Münchner Akademie; Knoop lehrte dort bis zum Jahre 2000 als Professor der Abteilung für Experimentelle und Angewandte Farbtheorie. 1997 erhielt er die Ehrenprofessur der Abteilung für Architektur an der Technischen Universität Tiflis, Georgien.

## Werk
Edgar Knoop arbeitet im Spannungsdreieck Kunst, Technologie und Wissenschaft.

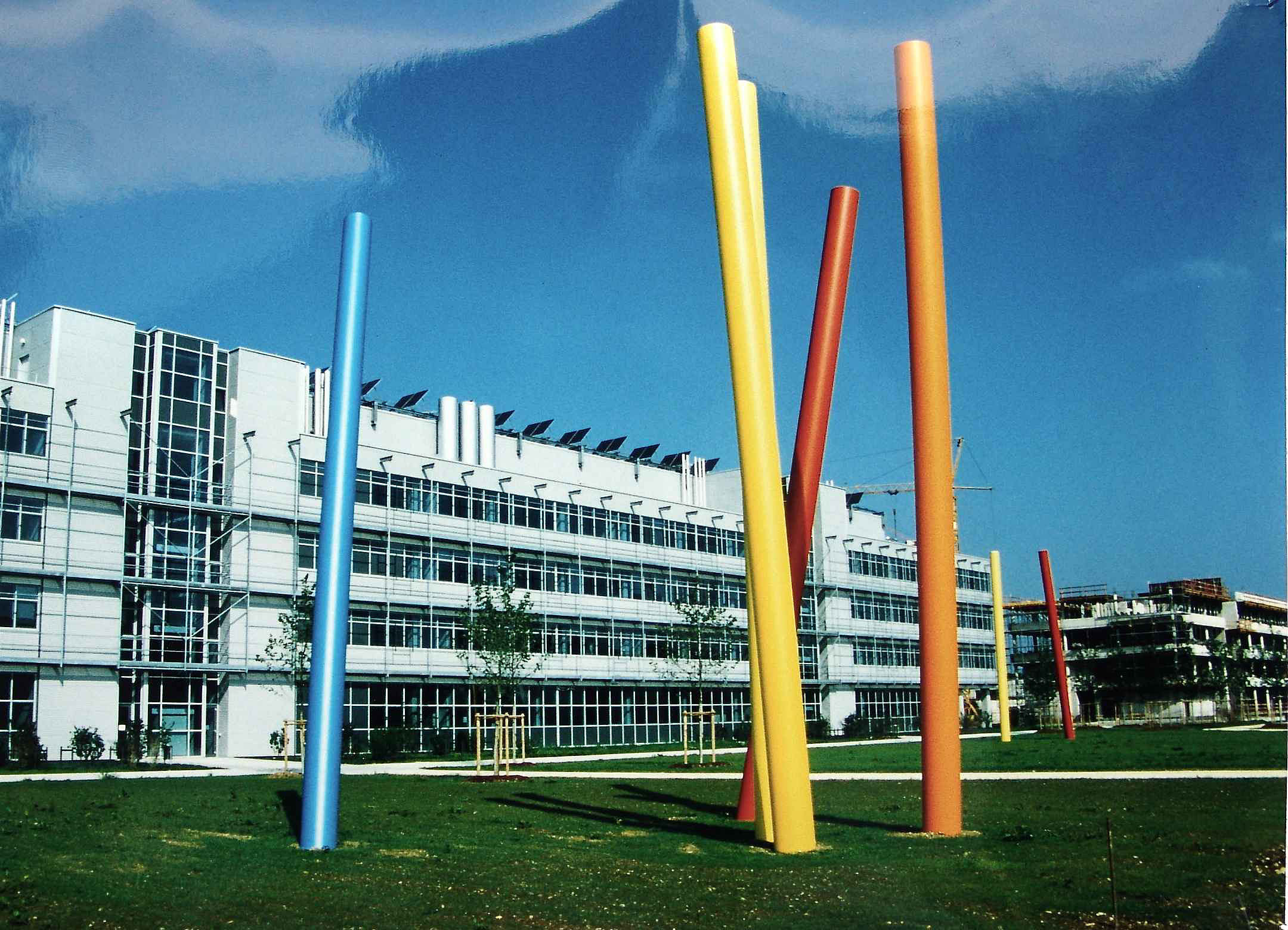
Farbstelengruppen Mikado, Universität Augsburg, 1996

In den Jahren 1965–1980 untersuchte er in Zusammenarbeit mit verschiedenen wissenschaftlichen Instituten, u. a. mit der Bundesanstalt für Materialforschung und -prüfung Berlin (BAM) unter Manfred Richter und dem Institut für Medizinische Optik der Ludwig-Maximilians-Universität München unter Herbert Schober, spezifische Phänomene der Farbräumlichkeit und entwickelte daraus Farbprofile, systematisch angeordnete Farbsequenzen unter Berücksichtigung ihrer farbmetrischen Werte und räumlichen Wirkung, die u. a. in den 1980er Jahren zu großformatigen Tapisserien der Serie Hommage à Isaac Newton weiterführten.
Ende der 1970er Jahre entstanden seine ersten Leuchtstoffobjekte, nachdem er bereits 1969 in Vorbereitung der Olympischen Spiele München im Rahmen ihrer künstlerischen Gestaltung den Vorschlag eines Lasernetzes zwischen dem Olympiaturm und zwei benachbarten Gasometern ausgearbeitet und vorgeschlagen hatte.
Die direkte Einbeziehung von Licht in der wechselseitigen Abhängigkeit von Lichtquelle, Betrachter und Trägermaterial führte später zu Experimenten im Bereich Holographie und ab Mitte der 1980er Jahre unter Verwendung von Hologrammfolien zu lichtkinetischen Collagen und dreidimensionalen Objekten, als deren Ergebnis die Aufstellung zweier Lichtreflexions-Stelen im Ortskern von Seeboden, im Jahre 2008 hervorgeht. Zeitgleich mit den lichtkinetischen Arbeiten entstanden Teile des fotografischen Œuvres, u. a. die Serien Les Pardons en Bretagne (1976), Jazzgraphics (1983), Outdoors (1984) sowie die Fotoserie Objets trouvés en Maghreb (2008).
Zahlreiche Reisen in den Vorderen und Mittleren Orient sowie durch die Länder Nordafrikas führten – gleichsam als Reflexion auf intensiv erlebte Landschaften – zu den Collagen Mirages – Horizons, die in den Jahren 1998–2006 in mehreren prominenten Ausstellungen gezeigt werden. Der neue Arbeitsabschnitt Networks griff das frühe Thema Farbharmonien und Proportionen im Kontext zu prominenten Harmonietheoretikern nochmals auf und rundete damit das künstlerische Gesamtwerk, das bereits in den ersten Arbeiten in der Auseinandersetzung mit der Reihe Fibonacci des italienischen Mathematikers Leonardo von Pisa (1170–1250) begonnen hatte, sinnvoll ab.
Ende 2015 erfolgte eine Schenkung eines Teils seiner Arbeiten an die Österreichische Galerie Belvedere.
2018 Stiftung des fotografischen Gesamtwerks an das Stadtmuseum München.
2020 Größere Stiftungen an die Museen Albertina/Wien, Liaunig/Neuhaus, Lentos/Linz und an die Sammlung Dieter Bogner/Wien.
2021 Rückzug vom Kunsthandel und Ausstellungsbetrieb. Vorbereitung und Abschluss weiterer Schenkungen an die Stiftung Kunstfonds, Bonn (Brauweiler)

## Ausstellungen

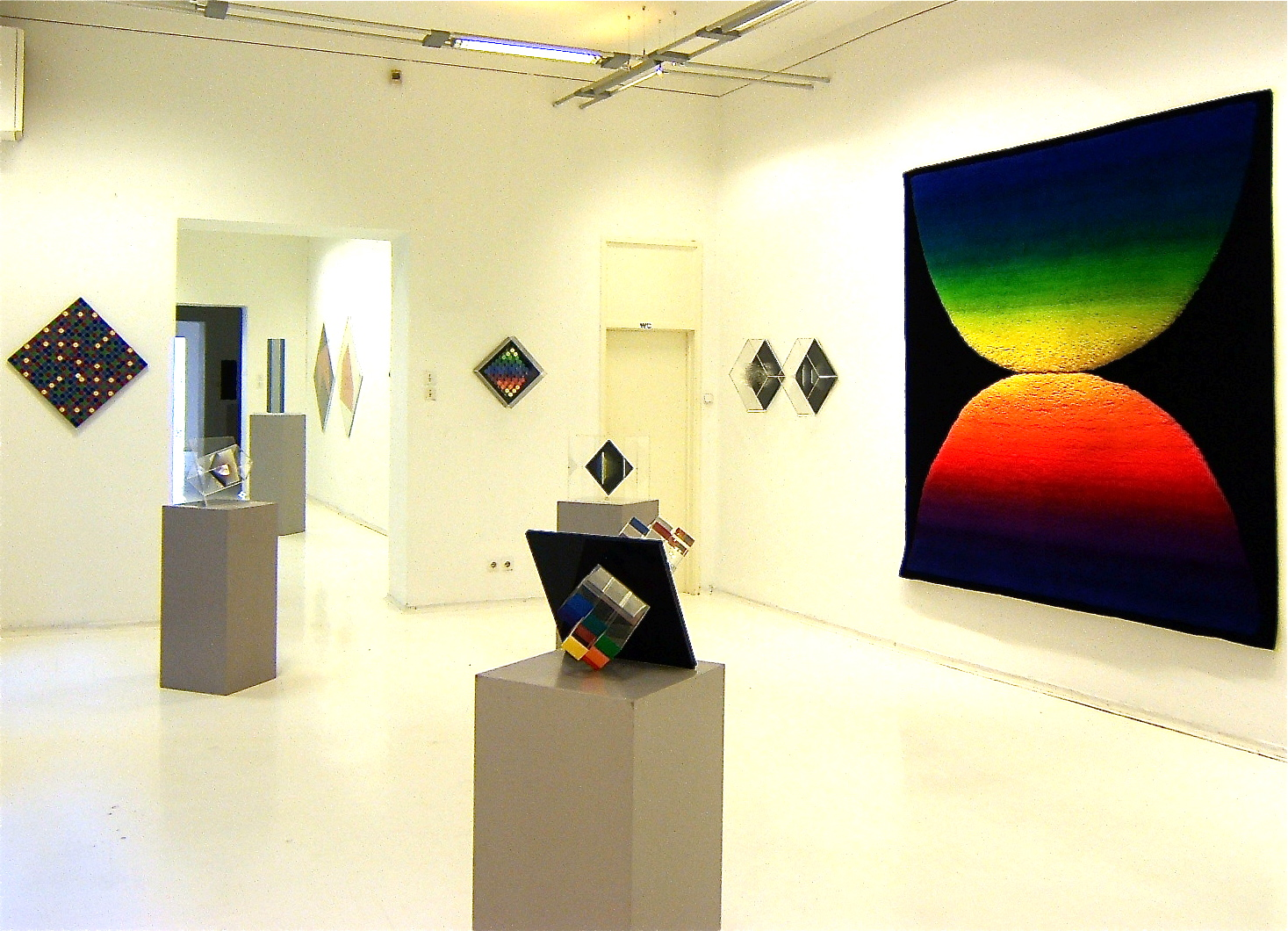
Retrospektive 1966–2006, City Art Museum Ljubljana

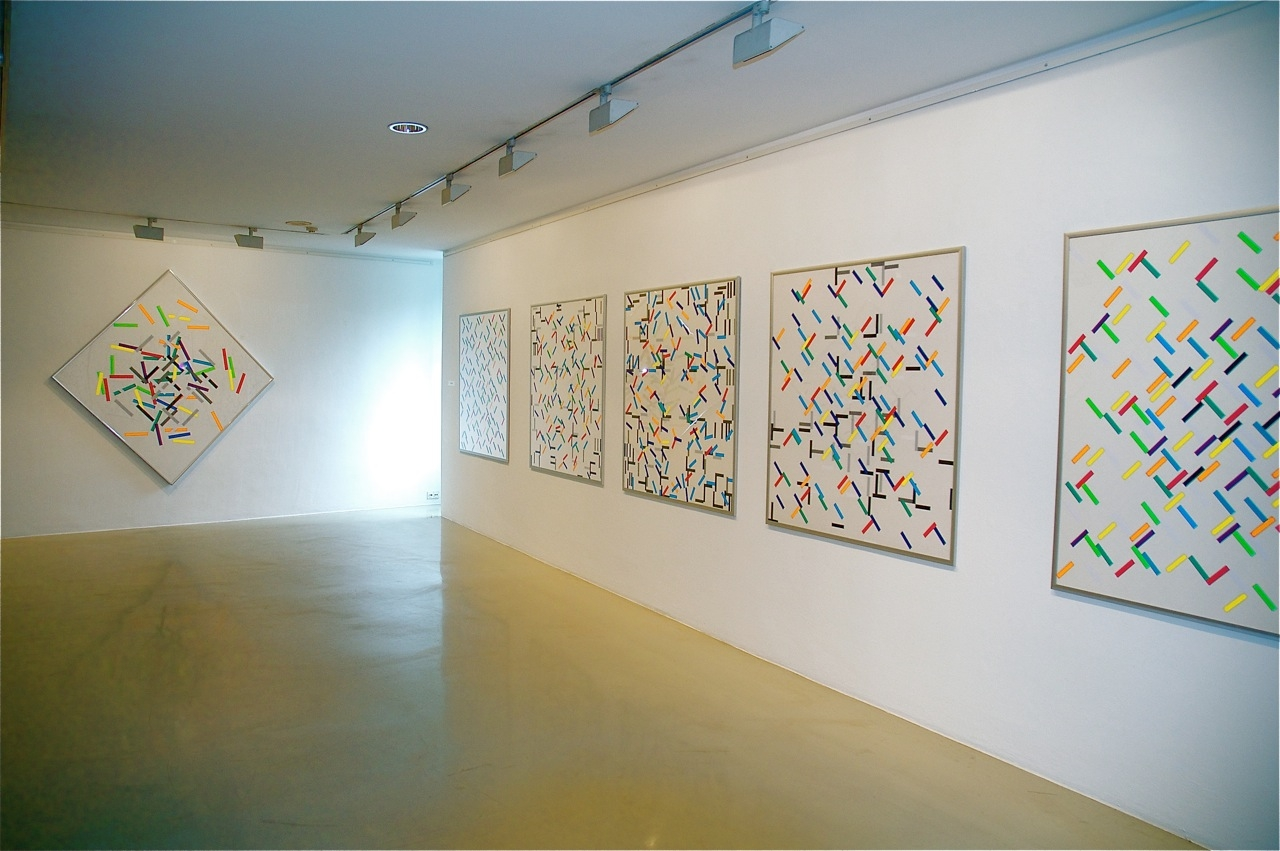
Networks 2011, Städtische Galerie "Freihausgasse", Villach

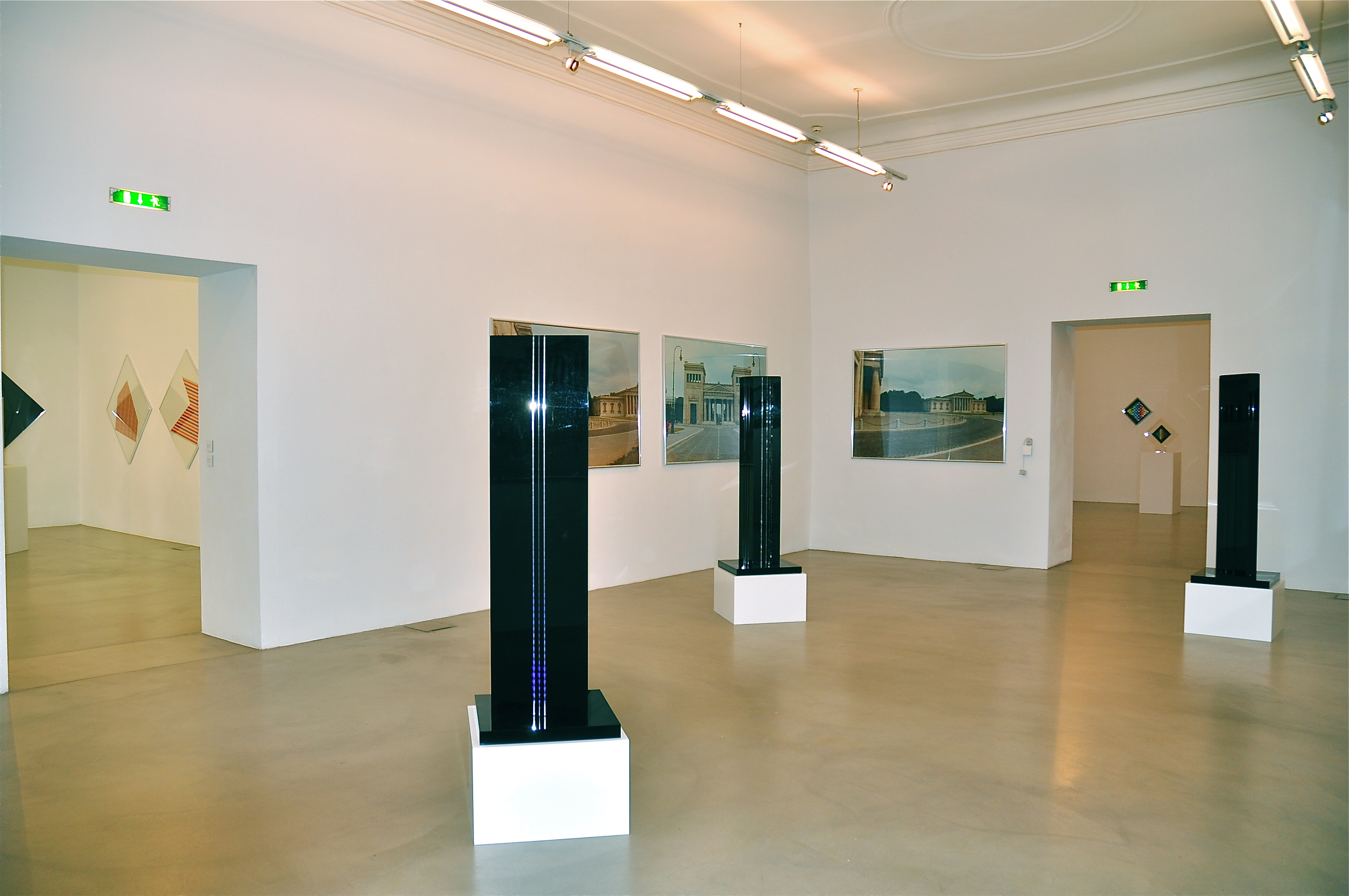
Retrospektive 1964–2014, MMKK, Klagenfurt, Entwurf eines Mahnmals für die Opfer des N-S Regimes, Königsplatz München, 1992

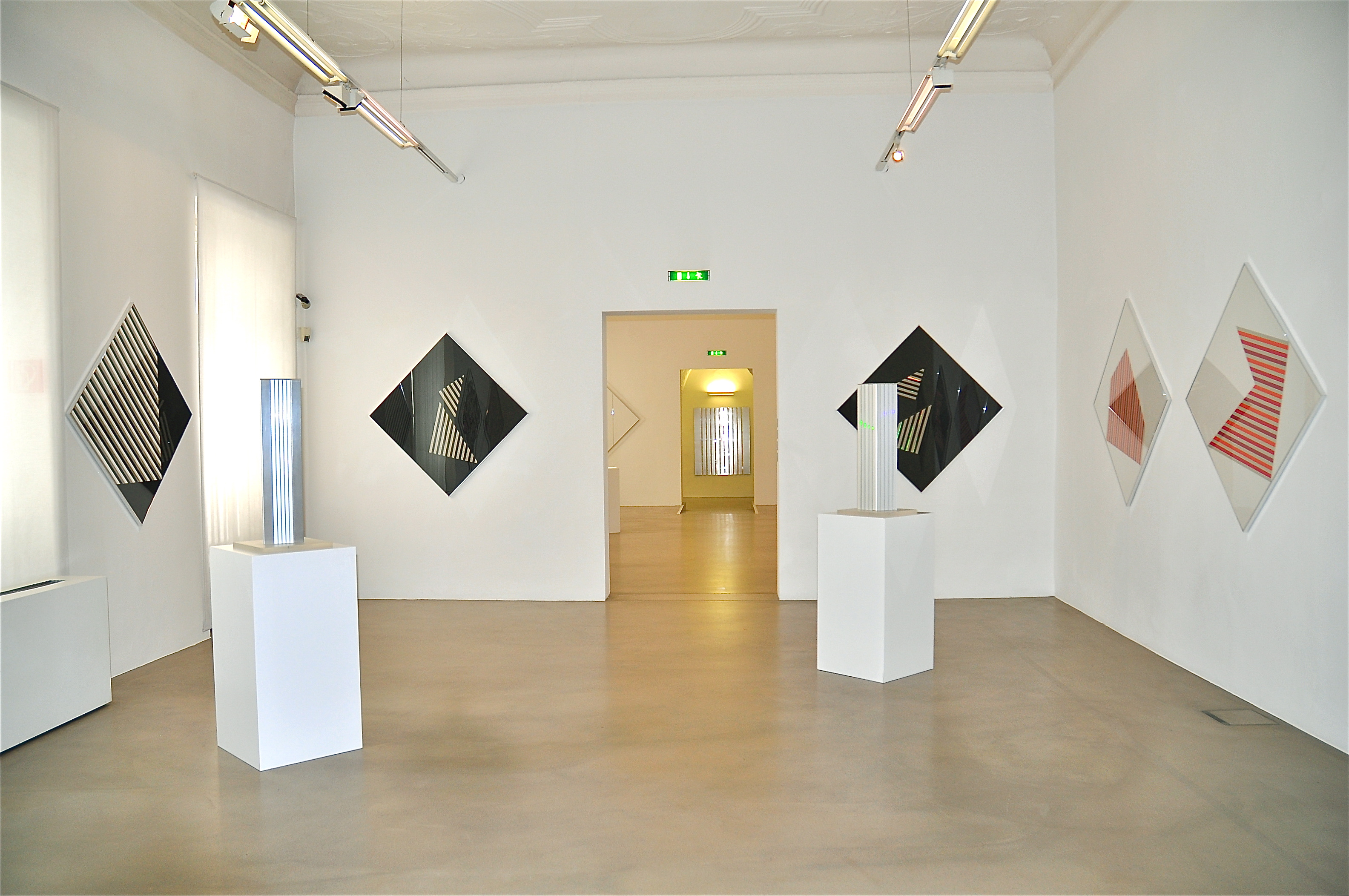
Retrospektive 1964–2014, MMKK, Klagenfurt, Lichtkinetische Collagen und Stelen

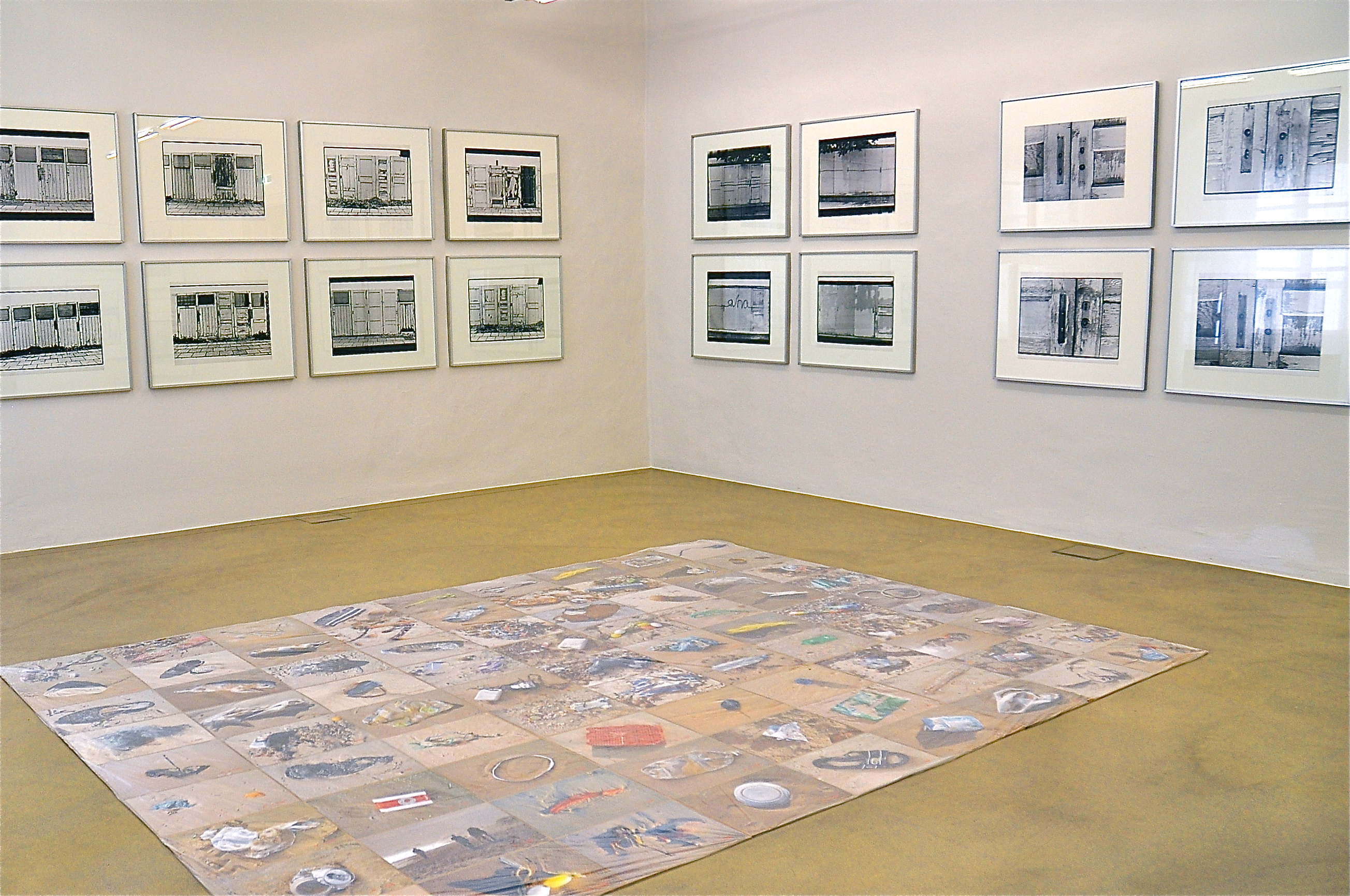
Retrospektive 1964–2014, MMKK, Klagenfurt, Fotoserien "outdoors 1981" und "objets trouvés 2008"

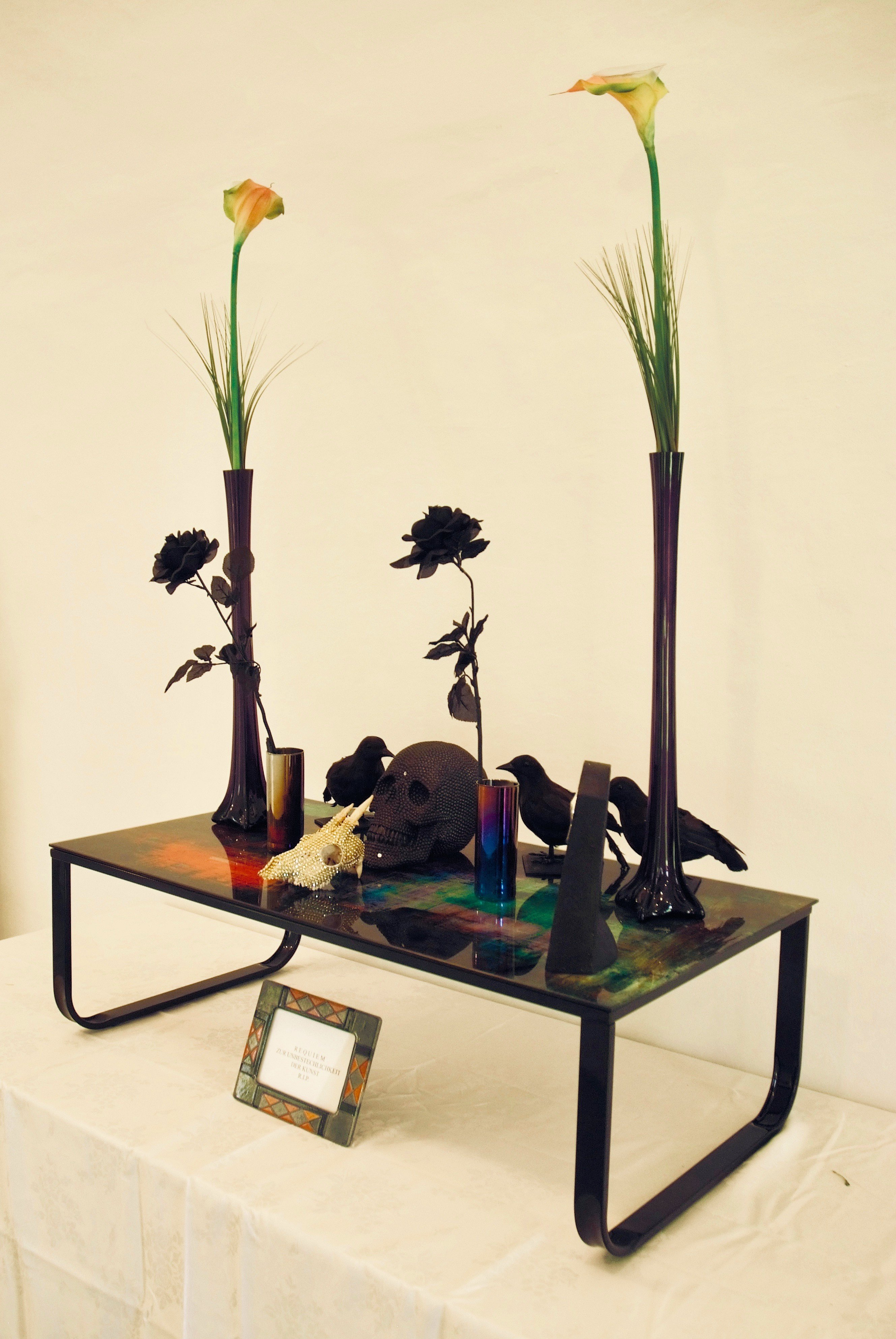
„kitsch as art can - honi soit qui mal y pense“, Requiem zur Unbestechlichkeit der Kunst - R.I.P. Galerie Sikoronja / Rosegg, 2020

### Einzelausstellungen (Auswahl)
- 1967: Farbformen – Formfarben, Kunstverein München, „Gruppe 58“[5] (zusammen mit Friedrich Schmuck)
- 1974: Color + Space/Colorprofiles, Goethe House, New York
- 1978: Form og Farge II, Henie-Onstad Art Center, Hövikodden, Oslo
- 1984: Jazzgraphics, Heidelberger Kunstverein,  Heidelberg
- 1985: Outdoors, Städtische Galerie im Lenbachhaus, München
- 1989: Objekte, Projekte, Fotoserien, Städtische Galerie Haus Seel, Siegen[6]
- 1993: Lichtkinetische Collagen, Reliefs, Stelen, Wilhelm-Hack-Museum Ludwigshafen und Heidelberger Kunstverein
- 1995: Objekte – Projekte, Museum für Konkrete Kunst, Ingolstadt; Gustav-Lübcke-Museum, Hamm; Stadthaus Ulm
- 1996: Königsplatz München – ein lichtkinetisches Projekt, Galerie Carol Johnssen, München
- 1997: Objekte – Projekte, Galerie Wendtorf & Swetec, Düsseldorf
- 1999: Sentimental Journey, Staatliches Kastejew-Museum der Künste, Almaty, Kasachstan
- 2002: Mirages / Horizons 2002, Galerie Chérif Fine Arts, Tunis
- 2006: Traces – beyond the Horizons, Retrospective, City Art Museum, Ljubljana
- 2009: Networks 2009 – Lightkinetic Objects, Oberste Baubehörde München
- 2010: Werkschau – Objekte/Projekte, Studio 55, Seeboden
- 2011: Networks 2011, Städtische Galerie "Freihausgasse", Villach[7]
- 2011: Horizonte, Galerie Sikoronja, Rosegg, Österreich
- 2014: Edgar Knoop 1964–2014, Museum Moderner Kunst Kärnten, Klagenfurt
- 2014: Horizonte II, Galerie Sikoronja, Rosegg, Österreich
- 2014: Edgar Knoop, Stiftung Kunstfonds Bonn, Abtei Brauweiler, Pulheim
- 2016: Edgar Knoop – Subway 813, 21er Haus Belvedere, Wien
- 2016: Horizons, Art Gallery O-68, Velp, Niederlande[8]
- 2016: jazz - photographics, Impulscenter, Seeboden, Österreich
- 2016: beyond the horizons III, Galerie Sikoronja, Rosegg, Österreich
- 2018: Edgar Knoop, zs-art Galerie, Wien
- 2020: kitsch as art can - honi soit qui mal y pense, Galerie Sikoronja, Rosegg, Österreich

### Ausstellungsbeteiligungen (Auswahl)
- 1968: sub - art, U-Bahn / Station Giselastrasse, München
- 1981: Relief Konkret, Saarlandmuseum, Saarbrücken
- 1982: Arteder – Muestra Internacional de Arte Grafico, Bilbao
- 1984: Biennale an der Ruhr, Oberhausen
- 1984: Foto Fine Arts, BMW-Niederlassung, Darmstadt
- 1986: Bayerische Kunst unserer Tage, Ernst-Museum, Budapest
- 1988: Bayerische Kunst unserer Tage, Echnaton Museum, Kairo
- 1989: Holographie – elektronik – laserlicht, Fellbach
- 1989: Holographie in der BRD, Bad Rothenfelde
- 1991: Skulpturen und Räume, Museum Villa Stuck, München
- 1995: In – China, Shanghai
- 1996: Farbe – Konkrete Kunst, Forum Konkrete Kunst, Peterskirche, Erfurt
- 1997: Abschied, Museum Bochum (Sammlung Spielmann)
- 2000: Constructive Art in Europe at the Third Millennium, Galerie Hors Lieu, Strasbourg
- 2000: Archive 90 Reference Collection, Mondriaanhuis Amersfoort, Holland
- 2005: Projekt Motiva, Austria Center Vienna, Wien
- 2008: Emanzipation und Konfrontation - Kunst aus Kärnten 1945 bis heute (K08), Museum Moderner Kunst Kärnten, Klagenfurt
- 2009: Bauhaus 2009 – Hommage an eine Gründergeneration, Forum Konkrete Kunst, Erfurt
- 2012: AAAAR - Artists Activists A(u)ction Against Racism, Wien
- 2013: Kunst geht in die Stadt, Forum Konkrete Kunst, Erfurt und Kunsthaus Rehau
- 2013: Grafik, Stiftung Kunstfonds Bonn, Abtei Brauweiler, Pulheim
- 2014: Hommage an eine Gründergeneration, Vordemberge - Gildewart Haus, Osnabrück
- 2015: A Glorious Gift, Museum van Bommel van Dam, Venlo, Niederlande
- 2015: Zeitgenössische Kunst in Kärnten, Koroska Galerija, Slovenj Gradec, Slowenien
- 2016: Zeitgenössische Kunst in Kärnten, Kunstverein Kärnten, Klagenfurt
- 2016: works on paper, zs-art Galerie, Wien
- 2017: shape and colour, Edgar Knoop / Tonneke Sengers, zs-art Galerie, Wien
- 2017: focus sammlung 05, stillleben, Museum Moderner Kunst Kärnten, Klagenfurt
- 2017: kopf - head - glava, Impulscenter, Seeboden, Österreich
- 2018: listening to the light, Robert Leprohon, Edgar Knoop, Marc Adrian, Karl Hikade, Leo Zogmayer, zs-art Galerie, Wien
- 2019: draw art fair london, art gallery 0-68, Velp, Niederlande
- 2019: 5. internationaler andré evard - preis, Kunsthalle Messmer, Riegel, Deutschland
- 2019: Zehn Jahre kultur.im.puls, Impulscenter, Seeboden, Österreich
- 2019: Amnesty International Kunstausstellung / Spendenaktion, Villach, Österreich
- 2020: o.T., Museum Liaunig, Neuhaus, Österreich
- 2020: Fokus Sammlung 06.Abstrakt. Geometrie+Konzept, Museum Moderner Kunst Kärnten, Klagenfurt
- 2021: figurativ und abstrakt, Werke aus der Kunstsammlung der Stadt Villach, Österreich

## Arbeiten im Öffentlichen Raum

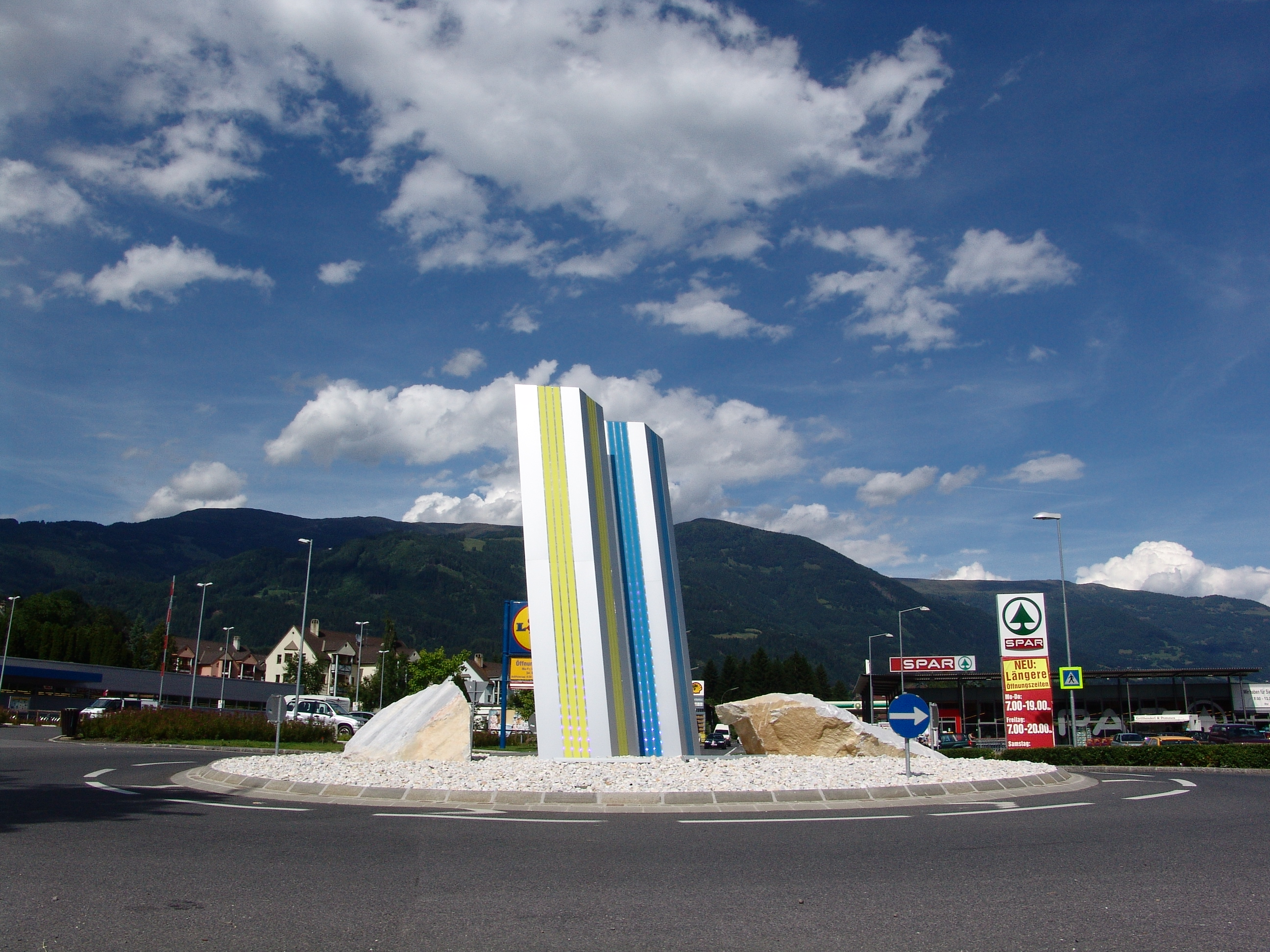
Lichtreflexionsstelen 2008, Seeboden

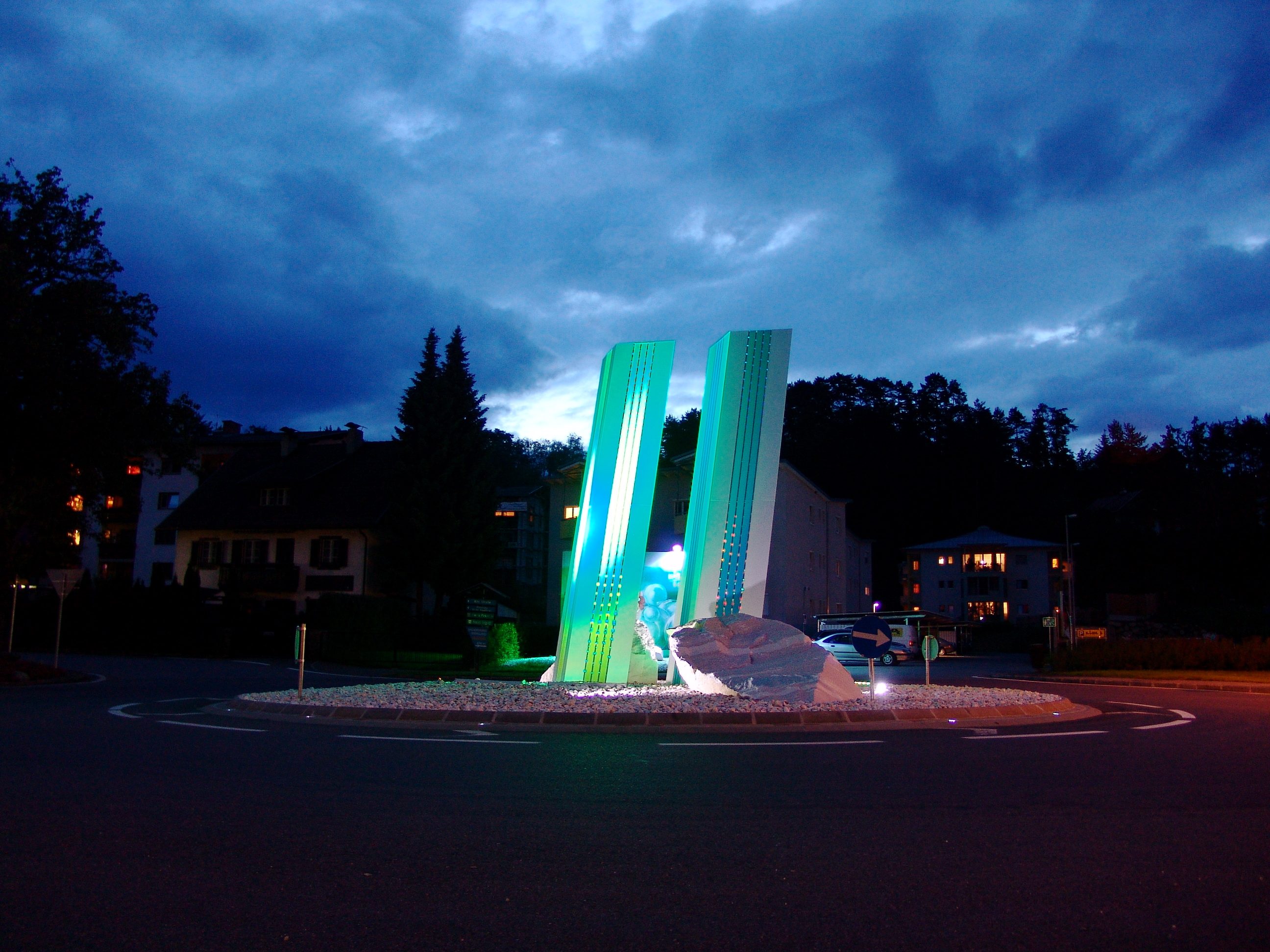
Lichtreflexionsstelen 2008, Seeboden

- Farbgestaltung des Klinikum Großhadern, München, 1981/82
- Farbgestaltung und Farbstelen für die Klinik der Psychiatrie und Psychotherapie der Johannes Gutenberg-Universität Mainz, 1986/87
- Bühnenbild für On the Chimborazo von Tankred Dorst, Elysium Theater Company, New York, 1987
- Künstlerische Gestaltung im Außenbereich des Sportzentrums an der Hochstraße, München, 1990–1992, Neugestaltung 2019
- Künstlerische Gestaltung der Wirtschaftsschule Senden (Bayern), 1994
- Mikado, 3 Stelengruppen für die neue Universität Augsburg, 1996
- Künstlerische Gestaltung und Artconsulting für das Großraumbüro Dr. Sennewald Medizintechnik GmbH, München, 2002
- Aufstellung zweier Lichtreflexionsstelen in Seeboden, Österreich, 2008
- Neugestaltung des Kulturhauses Seeboden, Österreich, 2021

## Veröffentlichungen
- Die Farbe 18, Beuth-Verlag, Berlin 1969:

„Kompensative Farben unter dem Aspekt Harmonischer Farbquantitäten“
„Die Farbhöhe und ihre Bedeutung für die Materialisation des Farbraumes“
- Second Congress of the International Colour Association, Adam Hilger Verlag, York, 1973, ISBN 0-852-74239-8
- Die Farbe 25, Beuth-Verlag, Berlin 1976:

„Zur Methodik der Farbgestaltung in der Architektur“
- „Farbprofile“, Internationale Farbtagung A.I.C., Budapest 1976
- Vortragsreihe „Farbe, Kunst, Gesellschaft“:

„Tendenzen Farbiger Architektur der Gegenwart“, Rias Berlin (Sendung vom 28. September 1981)